# 족도
족도(足島)는 전라남도 신안군 장산면 마진도리에 있는 섬이다. 특정도서로 지정하여 관리되고 있다.

## 특정도서
족도는 해식애, 타포니 등 지형경관적 가치가 우수하고,  난온대 상록 활엽수림이 발달하여 독도 등 도서지역의 생태계보전에 관한 특별법에 의거 특정도서로 지정되었다.
- 지정번호 : 제130호
- 면적 : 41,950m2
- 지번 : 전라남도 신안군 장산면 마진도리 75